# Глинна-Наварія
Гли́нна-Нава́рія — проміжна залізнична станція 4-го класу Львівської дирекції Львівської залізниці на лінії Львів — Стрий між станціями Оброшин (6 км) та Щирець II (12 км). Розташована у мікрорайоні «Глинна» міста Пустомити Львівського району Львівської області.

## Історія
Станція відкрита 16 листопада 1873 року в складі залізниці Львів — Стрий. 
1962 року станція електрифікована постійним струмом (=3 кВ) у складі дільниці Львів — Стрий.

## Пасажирське сполучення
З 15 січня 2020 року, для покращення обслуговування пасажирів у приміському сполученні, «Львівська залізниця» на станції Глинна-Наварія запровадила зупинку приміського поїзда № 6015, що курсує за маршрутом Львів — Трускавець.

## Інциденти
26 серпня 2021 року близько 08 год. 20 хв. на станції Глинна-Наварія зійшов з колій вантажний поїзд сполученням Клепарів — Батьово, що перевозив щебінь та залізну руду. Внаслідок сходу вагонів ніхто не постраждав. Пошкоджено вагони, колійне полотно та кілька опор контактної мережі. Через аварію затримались у дорозі пасажирські поїзди: №6 Херсон – Ужгород, №41 Дніпро – Трускавець, №46 Лисичанськ – Ужгород, №146 Ужгород – Львів та №807 Львів – Коломия. Час запізнення поїздів – від 50 хвилин до 1 години 20 хвилин. Для ліквідації наслідків аварії на місце події оперативно прибули спеціалізовані підрозділи регіональної філії «Львівська залізниця»: відбудовні поїзди зі станцій Львів та Стрий.